# 박흥식 (야구인)
박흥식(朴興植, 1962년 1월 5일 ~ )은 전 KBO 리그 LG 트윈스의 외야수이자, 전 KBO 리그 두산 베어스의 수석코치이다.

## 선수 시절

### MBC 청룡&LG 트윈스시절
1984년 하계 올림픽 야구 국가대표팀으로 활동한 후 1985년에 1차 지명을 받아 입단하였다. 허리 부상으로 인해 1993년에 은퇴했다.

## 야구선수 은퇴 후
은퇴 후에는 미국으로 건너가 시애틀에서 지내다가 당시 감독이었던 백인천의 부름을 받아 삼성 라이온즈의 타격코치로 영입돼 코치 커리어를 시작했다. 이후 KIA 타이거즈, 넥센 히어로즈, 롯데 자이언츠를 거치며 주로 타격코치로 활동했고, 넥센 히어로즈와 KIA 타이거즈에서는 2군 감독으로 활동했다.
2019년에는 김기태가 성적 부진으로 인해 감독에서 사퇴하자 KIA 타이거즈의 감독 대행을 맡아 남은 시즌을 치렀다.
2019년 시즌 후 맷 윌리엄스가 새 감독으로 취임한 이후 2군 감독으로 복귀했으나 2020년 시즌 후 2군 감독에서 해임됐다.
이후에는 대구고등학교와 경북고등학교 야구부의 타격 인스트럭터로 활동하다가 2022년 8월에 롯데 자이언츠의 부름을 받고 2군 타격코치로 복귀했다.
2023년 시즌이 끝나고 두산 베어스 수석코치로 이적하였다.

## 트리비아
- 대구중학교 졸업을 앞두고 온 가족이 미국으로 이민을 떠나게 됐는데 당시 신일고등학교 감독이었던 한동화가 그와 같이 하겠다고 밝혀 고등학교를 서울에서 다녔다.[4][5] 이러한 사정으로 그는 1년 유급하게 됐고, 대구경북권 출신 선수임에도 고등학교를 서울에서 다녀서 프로에서는 서울 연고 팀의 지명을 받게 됐다.
- 삼성 타격코치 시절 이승엽의 타격을 완성시키는 데 큰 도움을 줬다.[6]
- 1960년대와 1970년대 당시 만연했던 대구 출신의 유급 야구 선수였다.[7]

## 출신 학교
- 대구초등학교
- 대구중학교
- 신일고등학교
- 한양대학교

## 통산 기록
| 연도 | 팀명  | 타율  | 경기 | 타수 | 득점 | 안타 | 2루타 | 3루타 | 홈런 | 루타 | 타점 | 도루 | 도실 | 볼넷 | 사구 | 삼진 | 병살 | 실책 |
| ---- | ----- | ----- | ---- | ---- | ---- | ---- | ----- | ----- | ---- | ---- | ---- | ---- | ---- | ---- | ---- | ---- | ---- | ---- |
| 1985 | MBC   | 0.238 | 79   | 210  | 18   | 50   | 8     | 5     | 0    | 68   | 9    | 4    | 6    | 25   | 10   | 23   | 2    | 2    |
| 1986 | MBC   | 0.255 | 98   | 377  | 33   | 96   | 14    | 2     | 0    | 114  | 40   | 8    | 8    | 30   | 10   | 32   | 7    | 5    |
| 1987 | MBC   | 0.300 | 101  | 347  | 48   | 104  | 8     | 9     | 2    | 136  | 36   | 15   | 5    | 46   | 8    | 28   | 8    | 2    |
| 1988 | MBC   | 0.301 | 80   | 316  | 44   | 95   | 12    | 4     | 4    | 127  | 34   | 14   | 5    | 28   | 5    | 23   | 1    | 3    |
| 1989 | MBC   | 0.222 | 67   | 189  | 21   | 42   | 6     | 1     | 2    | 56   | 14   | 9    | 6    | 32   | 4    | 28   | 2    | 1    |
| 1990 | LG    | 0.245 | 88   | 273  | 42   | 67   | 7     | 2     | 0    | 78   | 25   | 16   | 10   | 51   | 5    | 38   | 4    | 1    |
| 1991 | LG    | 0.125 | 22   | 40   | 6    | 5    | 0     | 0     | 0    | 5    | 2    | 4    | 3    | 12   | 1    | 4    | 4    | 0    |
| 1992 | LG    | 0.224 | 100  | 241  | 37   | 54   | 8     | 2     | 4    | 78   | 25   | 3    | 2    | 36   | 3    | 39   | 9    | 1    |
| 1993 | LG    | 0.194 | 25   | 31   | 3    | 6    | 2     | 0     | 0    | 8    | 4    | 0    | 0    | 1    | 0    | 3    | 0    | 0    |
| 통산 | 9시즌 | 0.256 | 660  | 2024 | 252  | 519  | 65    | 25    | 12   | 670  | 189  | 73   | 45   | 261  | 46   | 218  | 37   | 15   |